# Cheor-in wanghu
Cheor-in wanghu (kor. 철인왕후) – południowokoreański serial telewizyjny. Główne role odgrywają w nim Shin Hye-sun oraz Kim Jung-hyun. Serial emitowany był na kanale tvN od 12 grudnia 2020 do 14 lutego 2021 roku, w każdą sobotę i niedzielę o 21:00, liczy 20 odcinki.

## Obsada

### Postacie pierwszoplanowe
- Shin Hye-sun jako Kim So-yong, królowa Cheorin
  - Seo Eun-sol jako młoda Kim So-yong
- Kim Jung-hyun jako Lee Won-beom, król Cheoljong
  - Kim Kang-hoon jako młody Lee Won-beom

### Postacie drugoplanowe
Ludzie wokół królowej Cheorin
- Cha Chung-hwa jako nadworna dama Choi
- Chae Seo-eun jako Hong Yeon

Ludzie wokół króla Cheoljonga
- Yoo Min-kyu jako książę Yeongpyeong
- Lee Jae-won jako Byeolgam Hong

Klan Andong Kim
- Bae Jong-ok jako królowa Sunwon / wielka królowa wdowy Myeonggung
- Kim Tae-woo jako Kim Jwa-geun
- Na In-woo jako Kim Byeong-in
- Jeon Bae-soo jako Kim Moon-geun
- Yoo Young-jae jako Kim Hwan
- Song Min-hyung jako główny radny stanu Kim Byung-hak
- Kang Ji-hoo jako lewy radny stanu Kim Seok-geun
- Son Kwang-eop jako minister wojny Kim Chang-hyuk

Klan Poongyang Jo
- Seol In-ah jako Jo Hwa-jin (Jo Gwi-in)
- Jo Yeon-hee jako królowa Wdowa Jo (królowa Shinjeong)
- Ko In-beom jako prawy radny stanu Jo Man-hong
- Kim Kwang-sik jako minister personalny Jo Deok-moon

Ludzie we współczesnym Niebieskim Domu
- Choi Jin-hyuk jako Jang Bong-hwan
- Lee Cheol-min jako reżyser Han Pyo-jin / Han Shim-ong
- Kim Joon-won jako Bu Seung-min

Ludzie w Królewskiej Kuchni
- Kim In-kwon jako królewski kucharz Man-bok
- Kang Chae-won jako Dam-hyang, młoda dama dworska, która jest blisko z Kim So-yong.

Panie na dworze królewskim
- Kim Ju-young jako Oh Wol, pokojówka Jo Hwa-jin
- Syn So-mang jako nadworna dama Kang, pokojówka wdowy królowej Jo
- Seo Hye-ryeong jako dworska dama
- Ahn Ju-ri jako dworska dama

Ludzie w Pałacu Królewskim
- Yoon Gi-won jako królewski lekarz
- Yoon Jin-ho jako głowa Eunucha
- Lee Tae-gum jako eunuch Kim
- Choi Hwan-yi jako eunuch Choi
- Kim Bang-won jako Sal-soo